# Vicente Guabiroba
Vicente Fernandes Guabiroba (Itamarandiba, 15 de abril de 1922 - 14 de agosto de 2011) foi um político brasileiro do estado de Minas Gerais. 
dep. fed. MG 1979-1987.
Vicente Fernandes Guabiroba nasceu em Itamarandiba (MG) no dia 15 de abril de 1922, filho do funcionário público Marcos Fernandes Guabiroba e de Ubaldina Campos Guabiroba.
Realizou os estudos secundários em Diamantina (MG) e, posteriormente, ingressou como funcionário no Banco da Lavoura de Minas Gerais S.A. Em 1945, tornou-se professor do Ginásio Estadual Dr. Odilon Behrens, em Guanhães (MG), do qual também foi diretor e onde trabalharia por 21 anos.
Iniciou sua carreira política em outubro de 1962, ao eleger-se prefeito de Guanhães pelo Partido Social Democrático (PSD), sendo empossado no cargo em janeiro do ano seguinte. Em 1966, assumiu a função de diretor da Companhia Agrícola de Minas Gerais (Camig), e, no final do mesmo ano, encerrou sua passagem pela prefeitura de Guanhães. Deixou a Camig em 1968, passando a presidir a Companhia de Desenvolvimento do Vale do Jequitinhonha (Codevale), atribuição que exerceu por dois anos.
Em novembro de 1970, foi eleito deputado à Assembleia Legislativa do Estado de Minas Gerais pela Aliança Renovadora Nacional (Arena), partido de apoio ao regime militar instaurado no país em abril de 1964. Empossado em fevereiro do ano seguinte, foi vice-presidente das comissões do Polígono das Secas (1971), de Assuntos da Superintendência do Desenvolvimento do Nordeste (Sudene) e de Estímulos Fiscais (1972), além de ter participado como membro efetivo das comissões de Serviço Público (1972) e de Finanças e Orçamento (1973). Reeleito em novembro de 1974, assumiu a presidência da Comissão de Finanças e Orçamento da Casa.
Em 1977, bacharelou-se em direito pela Faculdade de Direito do Oeste de Minas em Divinópolis (MG) e, em novembro do ano seguinte, concorreu com êxito a uma vaga de deputado federal pela legenda da Arena mineira. Empossado em fevereiro de 1979, com a extinção do bipartidarismo em 29 de novembro seguinte e a consequente reformulação partidária, filiou-se ao Partido Democrático Social (PDS), partido governista que deu continuidade à extinta Arena.
Durante este mandato, foi membro (1979-1982) e vice-presidente da Comissão de Finanças, suplente da Comissão de Segurança Nacional (1979-1982) e vice-presidente (1980-1981) da Comissão Parlamentar de Inquérito (CPI) destinada a investigar a situação do Patrimônio Histórico e Artístico Nacional e a avaliar a política do Governo Federal para sua defesa e conservação. No ano de 1981, integrou a representação brasileira à União Interparlamentar, reunida em Havana, Cuba. No pleito de novembro de 1982, reelegeu-se à Câmara dos Deputados pelo PDS. Assumindo sua cadeira em fevereiro do ano seguinte, integrou-se novamente aos trabalhos da Comissão de Finanças.
Na sessão da Câmara dos Deputados de 25 de abril de 1984, votou a favor da emenda Dante de Oliveira, que restabelecia as eleições diretas para presidente da República, marcando-as para novembro seguinte. Constatada a insuficiência de votos para que a emenda fosse submetida à apreciação do Senado, convocou-se, em 15 de janeiro de 1985, o Colégio Eleitoral. Vicente Guabiroba votou em Tancredo Neves para presidente e José Sarney para vice, ambos eleitos pela Aliança Democrática, coligação do Partido do Movimento Democrático Brasileiro (PMDB) com a dissidência do PDS reunida na Frente Liberal. Acometido por uma grave enfermidade, que o vitimou em 21 de abril de 1985, Tancredo Neves não chegou a ser empossado na presidência da República. Substituiu-o no cargo o vice, que já vinha exercendo em caráter interino a chefia do Executivo desde 15 de março.
Candidato a uma cadeira de deputado federal constituinte pela legenda pedessista no pleito de novembro de 1986, Vicente Guabiroba não obteve votação suficiente para garantir-lhe o assento, deixando a Câmara Federal em janeiro de 1987, ao final da legislatura. Não mais candidatando-se a cargos eletivos, Vicente Guabiroba chefiou no leste de Minas, no segundo semestre de 1998, a campanha à reeleição do governador mineiro Eduardo Azeredo (1995-1998), que, credenciado a disputar o segundo turno, não obteve votação suficiente para vencer Itamar Franco, candidato do PMDB.
Além da carreira política, tornou-se fazendeiro e comerciante em Guanhães e Governador Valadares (MG).
Condecorações: Medalha da União Interestadual- 7º Congresso. Diploma e medalha de Honra da Inconfidência do Governo do Estado de Minas Gerais. Medalha do Projeto Rondon. Medalha do Diploma da Ordem do Ipiranga do Governo do Estado de, São Paulo , no grau de grande Oficial da Ordem do Ipiranga.